# Astragalus pseudorobustus
Astragalus pseudorobustus är en ärtväxtart som beskrevs av Dieter Podlech och Maassoumi. Astragalus pseudorobustus ingår i släktet vedlar, och familjen ärtväxter. Inga underarter finns listade i Catalogue of Life.